# ONG RAPEC - Réseau africain des promoteurs et entrepreneurs culturels
Le Réseau africain des promoteurs et entrepreneurs culturels (ou RAPEC), est une ONG de développement dont l'approche consiste au demeurant, à  fédérer les forces, énergies et compétences pour faire des arts et de la culture, de véritables leviers pour le développement durable de l'Afrique. Le RAPEC considère que la culture est  un vecteur de cohésion sociale, de paix, de partage et de rapprochement entre les peuples. 

## Présentation
Le RAPEC a été fondé en 2007 à Ouagadougou.
Sa démarche est de contribuer à réduire la pauvreté, l'exclusion, mieux, le sous-développement dans lesquels sont ancrés les acteurs et entrepreneurs culturels africains. Pour cela, l'ONG propose aux États africains de tirer profit de l'immense potentiel que recèlent leur culture et leurs arts.
Dans le cadre de ses activités, le RAPEC a organisé des forums et mobilisés les professionnels des milieux culturels :
- 1er forum, en décembre 2008 au siège de l’UNESCO à Paris,
- 2e forum, en avril 2009 à Cotonou au Bénin,
- 3e forum, en décembre 2009 à Marrakech au Maroc[3].

Le 1er congrès panafricain sur « La culture, levier du développement en Afrique » s’est tenu à Lomé au Togo en novembre 2011.
En 2012, le RAPEC lance les premiers Trophées des entrepreneurs culturels d'Afrique.
Le président du RAPEC est John Ayité Dossavi.